# U-21-Fußball-Afrikameisterschaft 2003
Die U-21-Fußball-Afrikameisterschaft 2003 war die 13. Auflage des vom Afrikanischen Fußballverband (CAF) organisierten Turniers für Junioren-Fußball-Nationalmannschaften (U-21) Afrikas. Das Turnier wurde vom 4. bis 18. Januar 2003 in Burkina Faso ausgetragen. Sieger wurde Ägypten durch einen 4:3-Sieg gegen die Elfenbeinküste. Die beiden Finalisten sowie die unterlegenen Halbfinalisten Mali und Burkina Faso qualifizierten sich für die Junioren-Weltmeisterschaft 2003 in den Vereinigten Arabischen Emiraten.

## Teilnehmer
Die folgenden Mannschaften qualifizierten sich für die Endrunde:
- Ägypten
- Burkina Faso (Gastgeber)
- Elfenbeinküste
- Gabun
- Ghana
- Mali
- Marokko
- Südafrika

## Modus
Die Mannschaften spielten zunächst eine Vorrunde in zwei Gruppen mit je vier Mannschaften. Die beiden Erstplatzierten jeder Gruppe qualifizierten sich für das Halbfinale. Dort wurde bei Gleichstand eine Verlängerung und ggf. ein Elfmeterschießen ausgetragen.

## Gruppe A
| Pl. | Verein       | Sp. | S | U | N | Tore    | Diff. | Punkte |
| --- | ------------ | --- | - | - | - | ------- | ----- | ------ |
| 1.  | Mali         | 3   | 1 | 2 | 0 | 007:500 | +2    | 05     |
| 2.  | Burkina Faso | 3   | 1 | 2 | 0 | 003:200 | +1    | 05     |
| 3.  | Gabun        | 3   | 1 | 1 | 1 | 006:500 | +1    | 04     |
| 4.  | Südafrika    | 3   | 0 | 1 | 2 | 003:700 | −4    | 01     |

## Gruppe B
| Pl. | Verein         | Sp. | S | U | N | Tore    | Diff. | Punkte |
| --- | -------------- | --- | - | - | - | ------- | ----- | ------ |
| 1.  | Elfenbeinküste | 3   | 2 | 1 | 0 | 005:300 | +2    | 07     |
| 2.  | Ägypten        | 3   | 1 | 2 | 0 | 006:200 | +4    | 05     |
| 3.  | Ghana          | 3   | 0 | 2 | 1 | 003:400 | −1    | 02     |
| 4.  | Marokko        | 3   | 0 | 1 | 2 | 000:500 | −5    | 01     |

## Halbfinale
|                |   |              |                |
| Mali           | – | Ägypten      | 0:1            |
| Elfenbeinküste | – | Burkina Faso | 0:0, 3:1 i. E. |

## Spiel um den dritten Platz
|      |   |              |                |
| Mali | – | Burkina Faso | 1:1, 5:4 i. E. |

## Finale
|                 |   |         |           |
| 18. Januar 2003 |   |         |           |
| Elfenbeinküste  | – | Ägypten | 3:4 n. V. |

Ägypten war in der 2. Spielminute durch Ibrahim Emad in Führung gegangen. Die Elfenbeinküste glich sechs Minuten später durch Romaric aus. Die Führung der Elfenbeinküste durch Yaya Touré in der 21. Minute konnte Ahmed Fathy fünf Minuten später egalisieren. In der 33. Minute ging Ägypten durch Hosni Abd-Rabou erneut in Führung, die Elfenbeinküste glich eine Minute vor dem Seitenwechsel durch André Saki aus. Nachdem die zweite Hälfte torlos geblieben war, ging das Spiel in die Verlängerung. Dort entschied Emad mit seinem zweiten Treffer den Tag.

## Weltmeisterschaft
Ägypten, die Elfenbeinküste, Mali und Burkina Faso qualifizierten sich für die Junioren-Weltmeisterschaft 2003 in den Vereinigten Arabischen Emiraten. Dort beendete Ägypten seine Vorrundengruppe hinter Japan und Kolumbien als Dritter und schied im Achtelfinale gegen Argentinien aus. Die Elfenbeinküste schloss ihre Gruppe hinter Irland auf dem zweiten Platz ab und unterlag im Achtelfinale den USA. Burkina Faso konnte seine Vorrundengruppe vor der Slowakei, den Gastgebern und Usbekistan als Sieger, schied im Achtelfinale gegen Kanada aus. Mali belegte in der Vorrunde hinter Argentinien und Spanien den dritten Platz und schied aus.